# Corrado Mancioli
Corrado Mancioli (Roma, 26 marzo 1904 – Roma, 20 settembre 1958) è stato un pittore e grafico italiano.

## Biografia
Fratello del pittore Ottorino Mancioli, dopo la laurea in ingegneria si è dedicato, verso la metà degli anni Trenta, alla grafica pubblicitaria. In quel periodo ha realizzato una cinquantina di manifesti dalle linee plastiche e moderne, in pieno stile fascista. La maggior parte dei suoi cartelloni vennero eseguiti con la tecnica dell'aerografo e riguardano manifestazioni sportive e culturali. Realizzò anche cartoline, oltre a un'ampia produzione di bozzetti di francobolli per San Marino e per la Repubblica Italiana.